# 福島県立耶麻農業高等学校
福島県立耶麻農業高等学校（ふくしまけんりつ やまのうぎょうこうとうがっこう）は、かつて福島県喜多方市に所在した県立高等学校。通称（やまこう）と呼ぶ。

## 設置学科
農業と家庭に関する学科を置く。
- 全日制課程　
  - 産業技術科
  - ライフコーディネイト科

## 沿革
- 1948年 - 福島県立山都高等学校として創立。
- 1957年 - 福島県立耶麻高等学校に校名改称。
- 1970年 - 福島県立耶麻農業高等学校に校名改称。
- 2023年 - 会津農林高校と統合し、閉校[2]。

## 教育の特色
米・花・黒毛和牛などを生産している。米に関しては、JGAPを取得し、農業系高校6校と共通で「#青春GAP米」のブランドを立ち上げている。栽培した花は磐越自動車道西会津PA・上川PAの花壇に植えたり、喜多方市役所・喜多方駅に花のオブジェとして飾ったりする。黒毛和牛は飼育するだけでなく、セリへの参加や店頭での販売など、高校生が流通にも関与する。

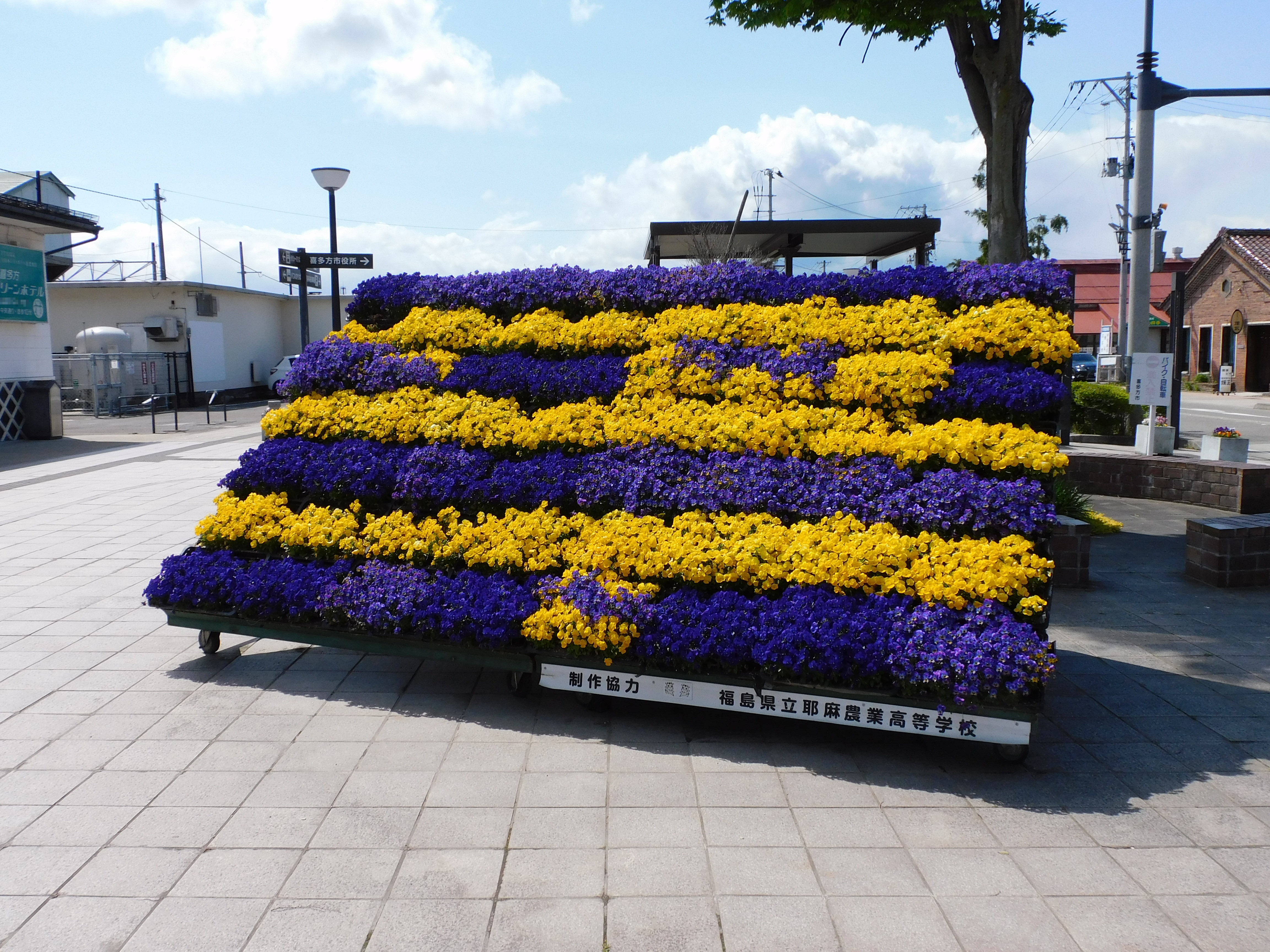
花のオブジェ（喜多方駅）

## 交通
- JR磐越西線山都駅より徒歩。